# 墨染寺 (伊丹市)
墨染寺（ぼくせんじ）は兵庫県伊丹市中央にある曹洞宗の寺院。

## 歴史
源満仲が創建した七堂伽藍を構える巨刹であったが、天正7年（1579年）荒木村重の有岡城の戦いで焼失した。
その後、道元禅師旧跡の墨染寺（京都市伏見区）が荒廃したため、伊丹の住人加楽井氏が有岡城の支城であった上﨟塚砦の跡地に遷座して再興した。
後には荒木村重の菩提所となる。加楽井氏は後世上島氏と改める。
寛文年間（1661年～1672年）には池田の大広寺に属し、宝永年間(1704年～1711年)に上島常音が再建して、大広寺十六世雲峯瑞大和尚を開山とした。
現在の堂宇は平成7年(1995年)の新築。
- 女郎塚

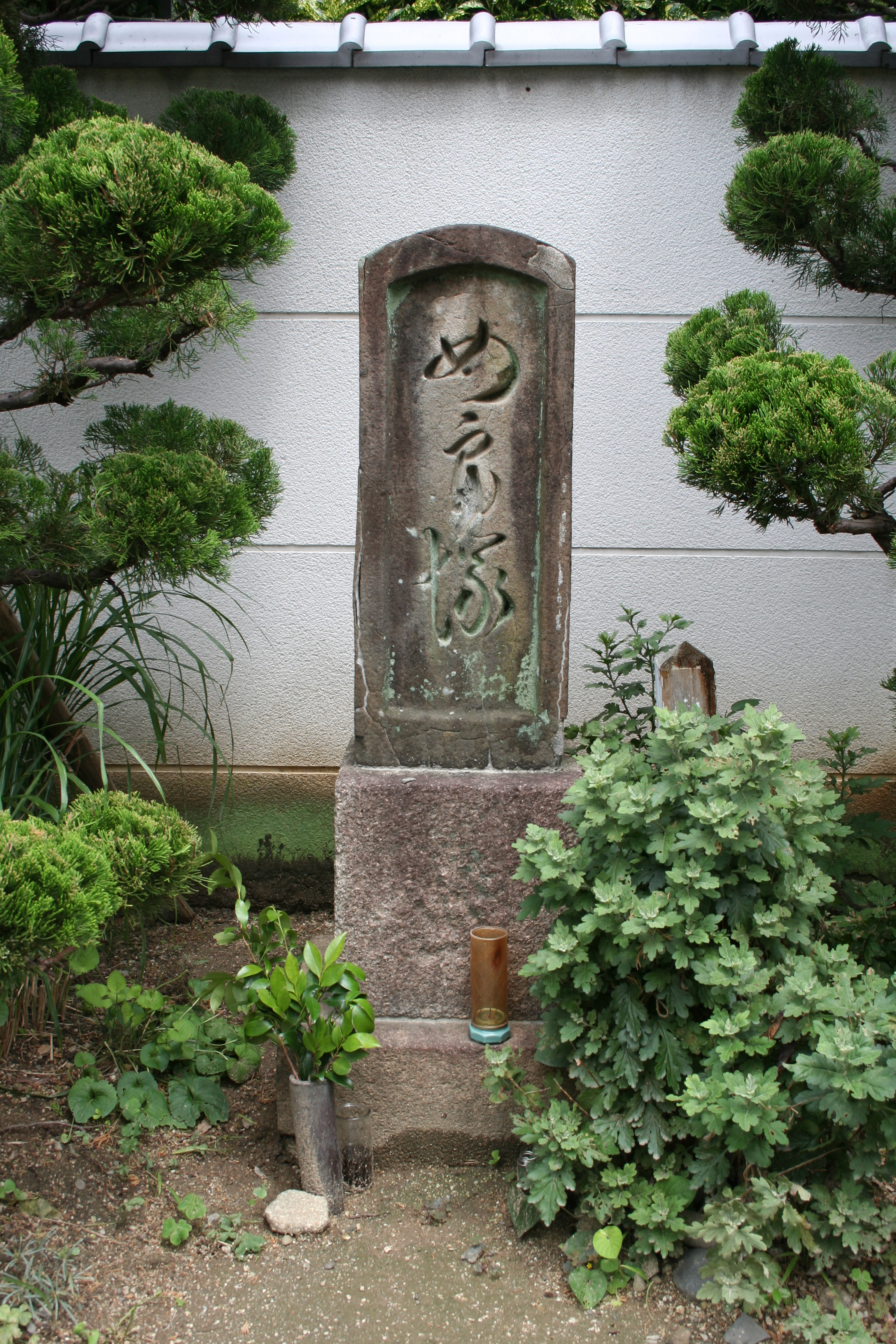
女郎塚

天正7年（1579年）の有岡城落城後、織田信長は城中の婦女を1所に集めて焚殺させた。
その供養塔で、表に草書体で「女郎塚」、右側に天正7年己卯12月13日落城と刻む。
- 正和2年銘層塔

荒木村重の墓と伝えられてきた九層の石塔。
- 上島鬼貫の故郷墓と谷口与鹿の墓
- 鬼貫句碑　「秋ハ物の 月夜烏は いつも鳴」

## 交通アクセス
阪急伊丹線伊丹駅下車、徒歩7分